# Église Saint-Bernard de Menthon de Menthon-Saint-Bernard
L'église Saint-Bernard de Menthon est une église catholique française, située dans le département de la Haute-Savoie, dans la commune de Menthon-Saint-Bernard.

## Historique
L'ancienne église est dédiée à saint Julien de Brioude.
L'édifice a été reconstruit au XIXe siècle. Seuls la chapelle seigneuriale des Menthon et le clocher ont été conservés. La muraille de l'ancien chevet, orienté nord-est, bien que remanié, subsiste.
L'église est consacrée par Mgr Louis Rendu, évêque d'Annecy, le 29 septembre 1847.

## Description
L'édifice est régulièrement orientée.
La clef de voute porte les armes de la famille de Menthon.

## Protection
Au titre objet des monuments historiques, sont classés :
- Une scène de la vie de saint Benoît, devant l'autel, du XVIe siècle, depuis 1904[2]
- Un calice du XVIe siècle, depuis 1997[3]
- Un calice du XVIIIe siècle, depuis 1997[4]
- Un ciboire de la fin du XVIIIe siècle / début XIXe siècle[5]
- Un calice de la fin du XVIIIe siècle / début XIXe siècle, depuis 1997[5]
- Une dalle funéraire de Pierre de Ossans, officier sarde, du XIXe siècle, depuis 1984[6]

## Galerie

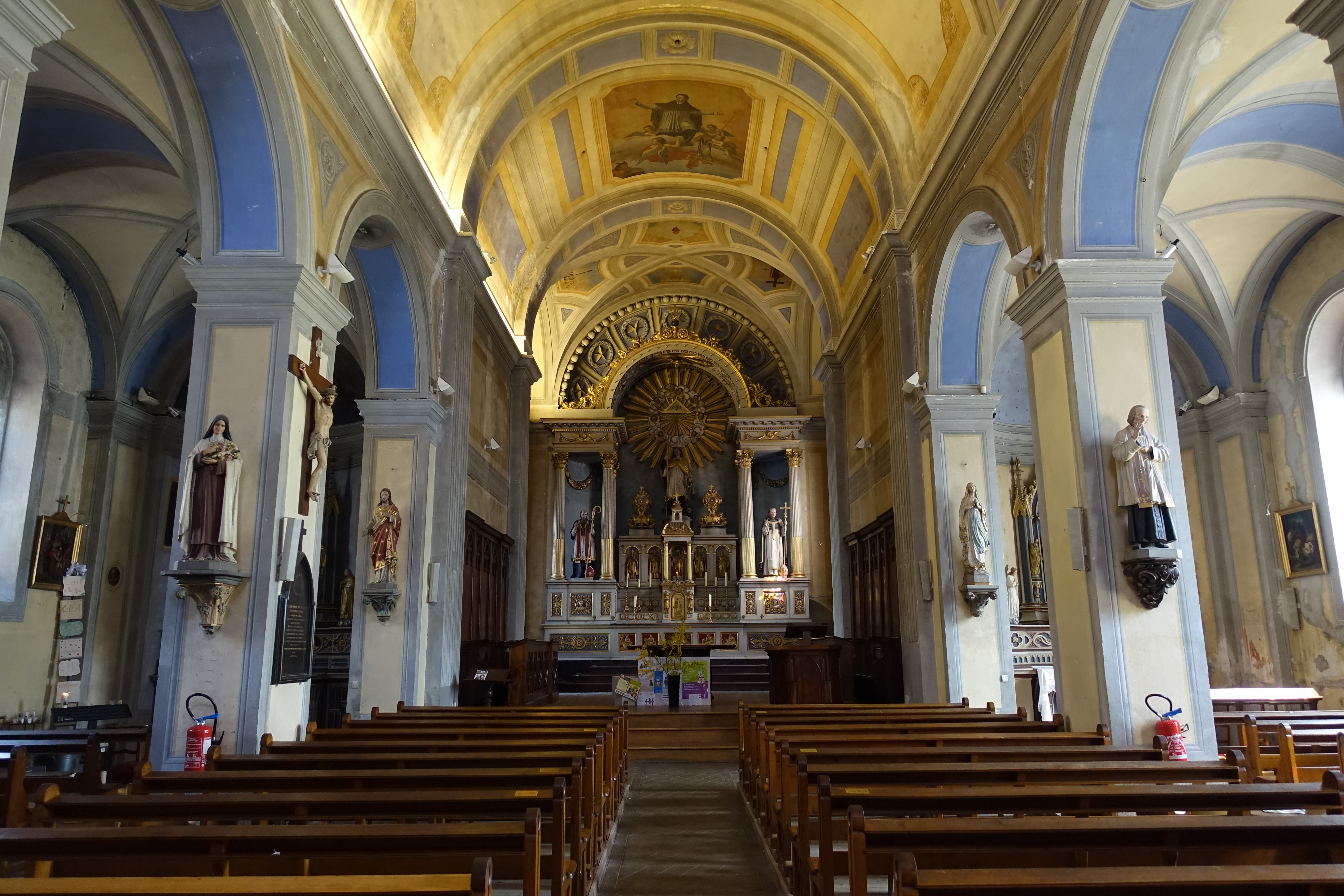
Intérieur (vue vers l'autel)
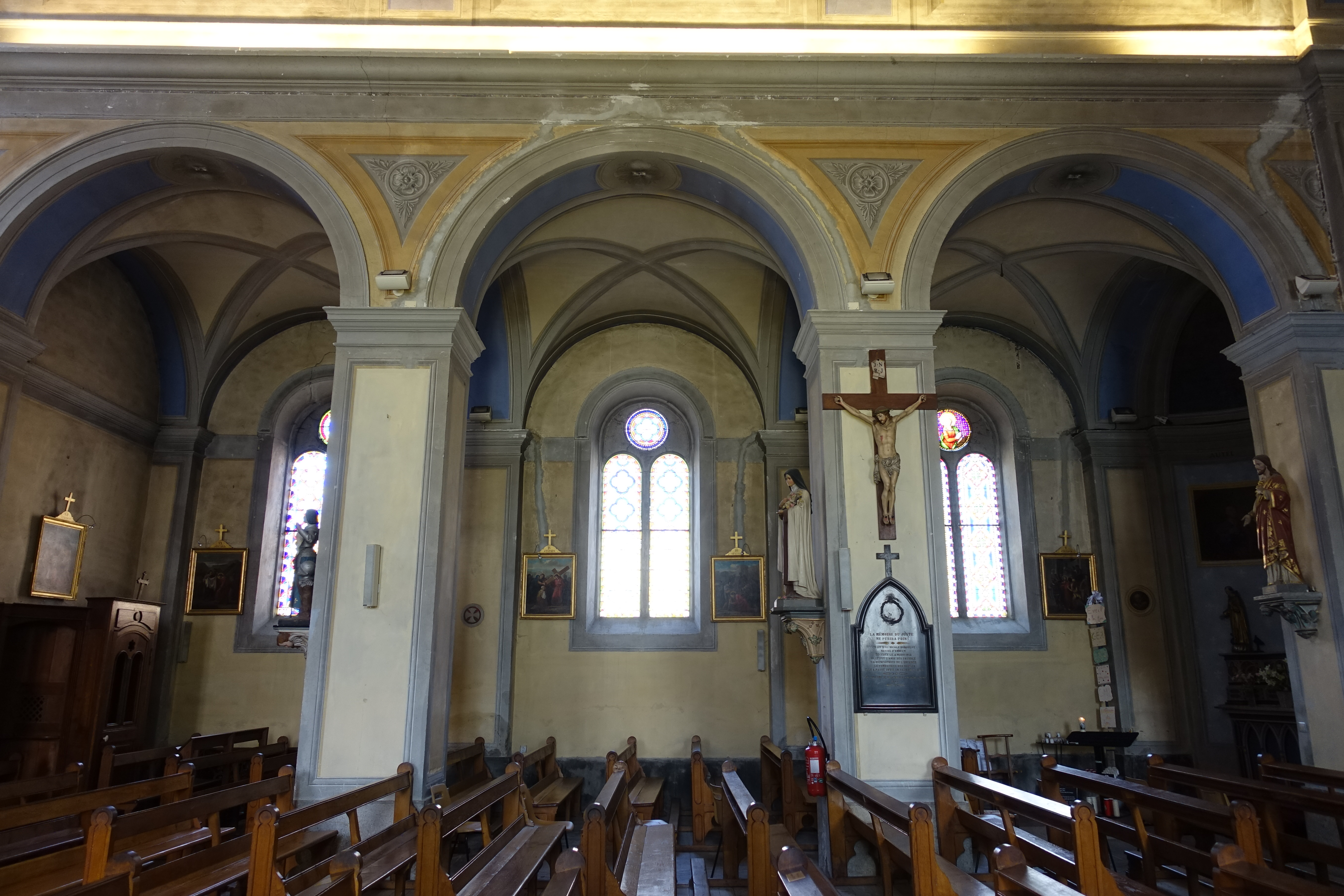
Intérieur
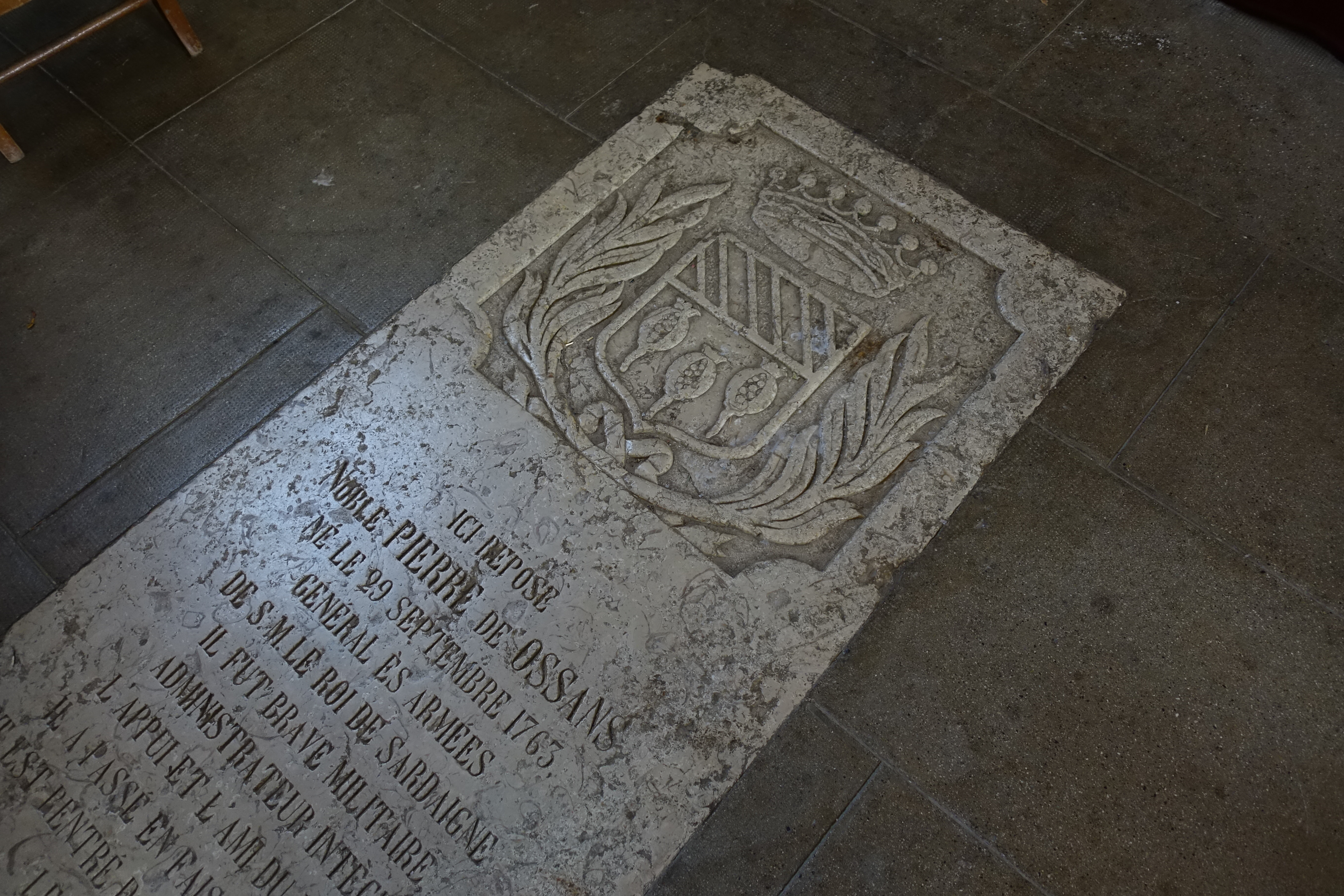
Tombe de Pierre de Ossans
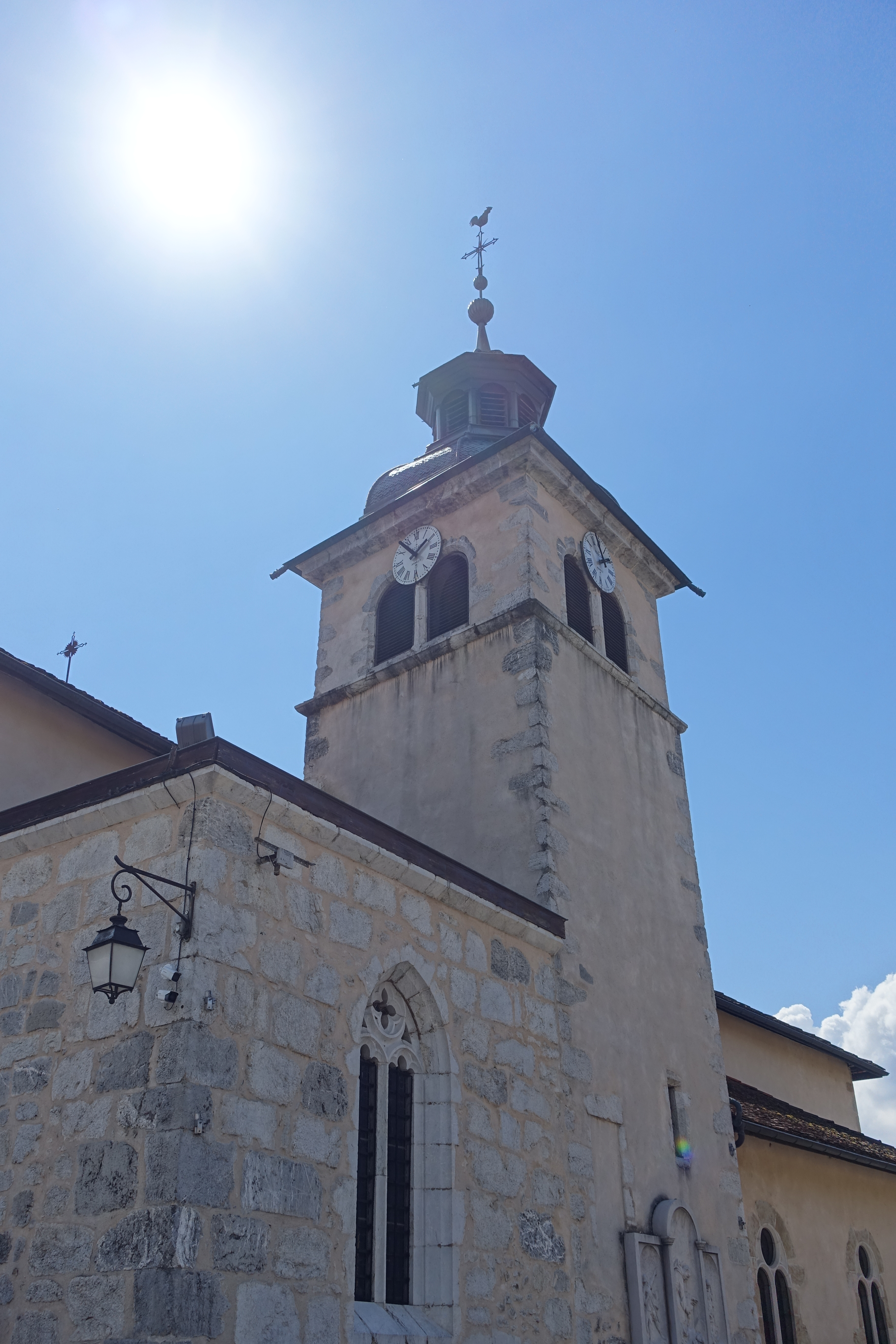
Clocher
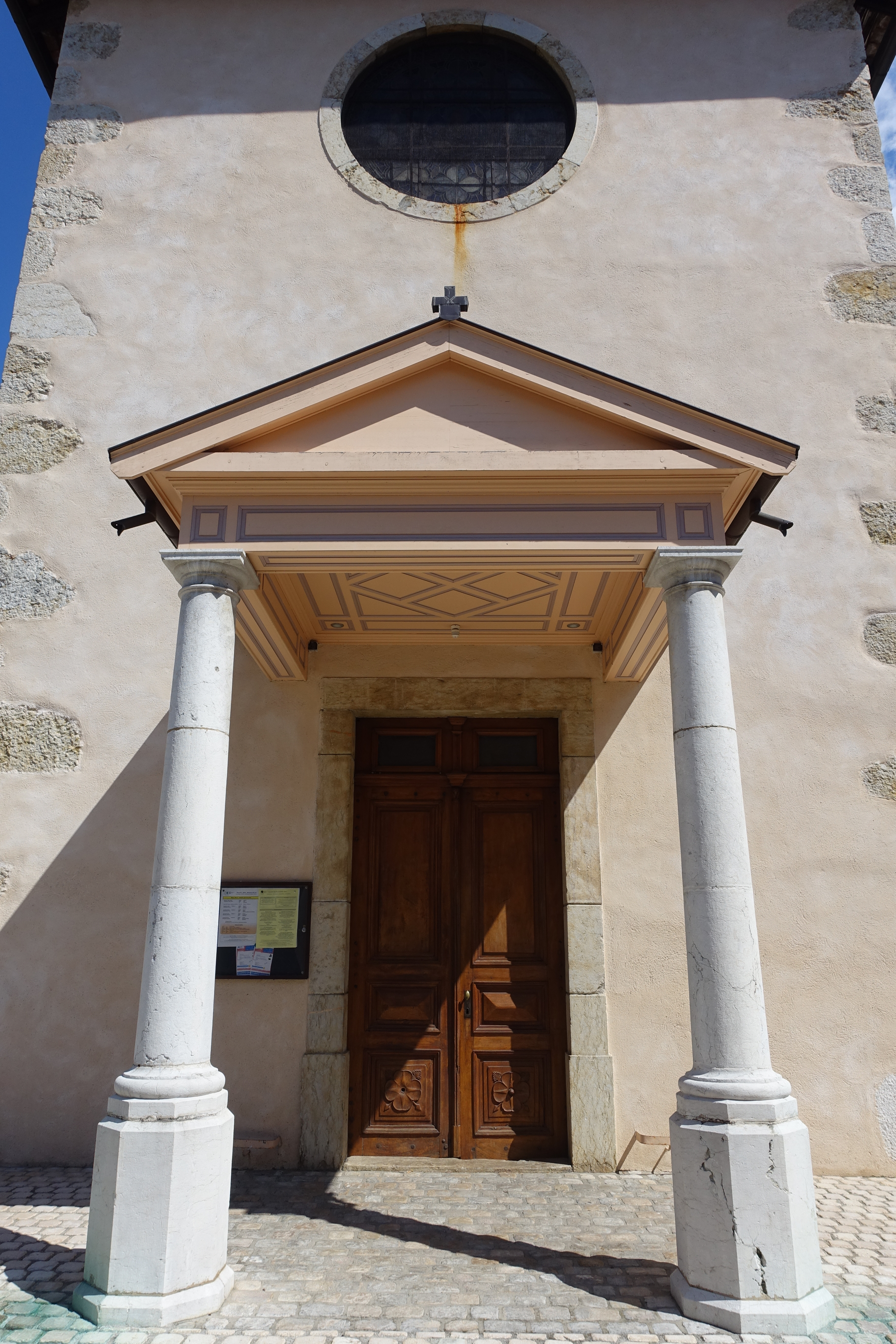
Porte
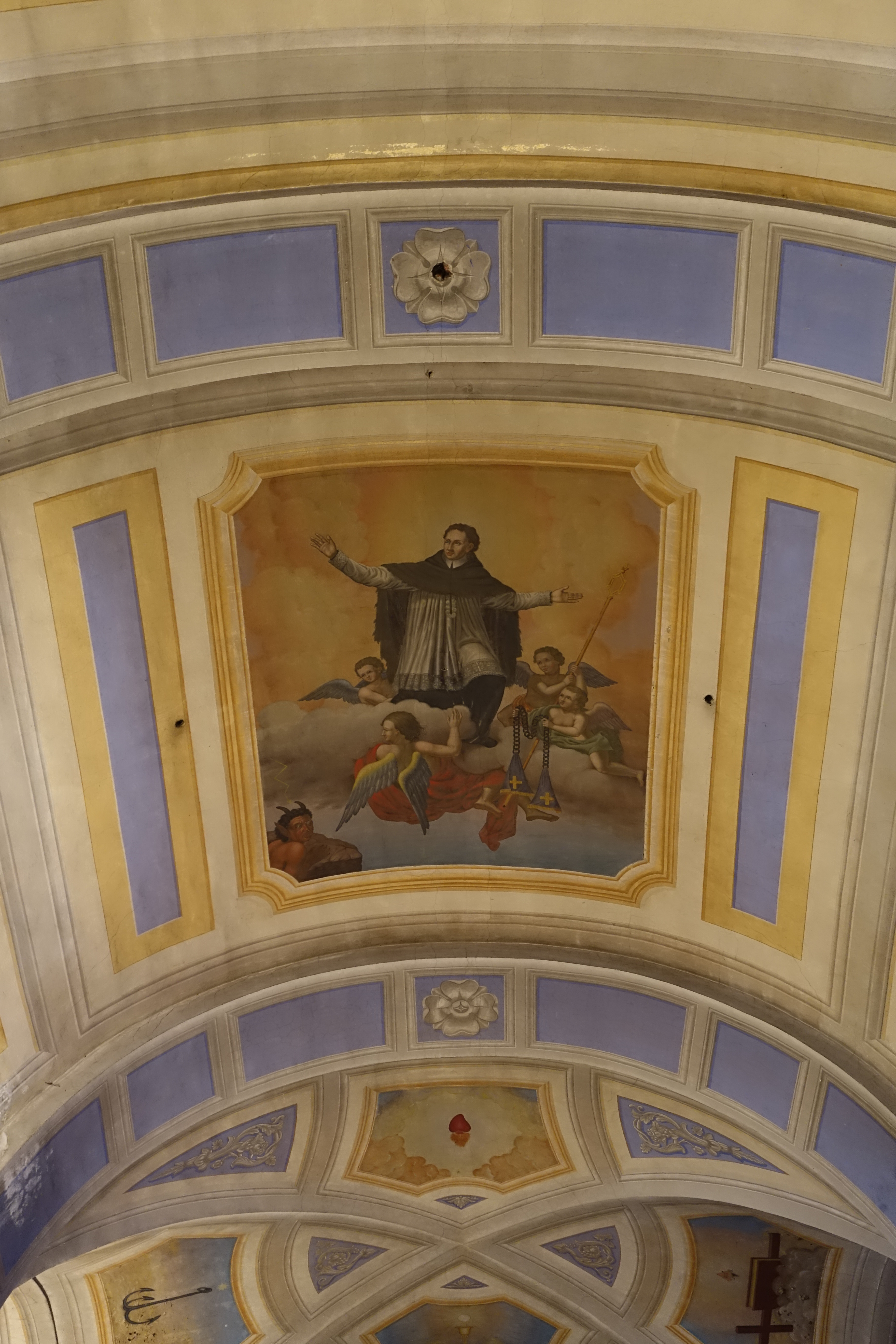
Peinture de Saint Bermard